# Pristimantis tamsitti
Pristimantis tamsitti är en groddjursart som först beskrevs av Cochran och Coleman J. Goin 1970.  Pristimantis tamsitti ingår i släktet Pristimantis och familjen Strabomantidae. IUCN kategoriserar arten globalt som nära hotad. Inga underarter finns listade i Catalogue of Life.